# Presidente de Malta
O Presidente de Malta é o chefe de Estado da República de Malta. O presidente é eleito pela Câmara dos Representantes para exercer mandato de 5 anos, sendo também um membro do parlamento. Ao presidente maltês, também cabe apontar os membros do Judiciário e o Primeiro-ministro, pois ele é o guardião da Constituição do país.
Desde 1989, a posse presidencial ocorre no dia 4 de abril.